# 孔子平和賞
孔子平和賞（こうしへいわしょう）は、中華人民共和国の学者らが集められ組織された中国郷土文化保護協会（後に中国郷土文化保護部に改称）が2010年12月に創設した、平和に貢献した人物に対して、その功績を顕彰し授与される「孔子」の名を冠した賞。2011年以降は香港の別団体である孔子国際平和研究センター（2011年10月設立）が継承したとされる（後述の歴史を参照）。2018年5月に同団体が解散し、賞の授与も終わった。

## 概要
民主化運動、人権活動家の劉暁波への2010年度ノーベル平和賞授賞を巡って反発する中国において、ノーベル平和賞に対抗して、北京の大学教授らによって ノーベル平和賞の授与式直前に独自に設けられた賞。中国郷土文化保護協会（孔子平和賞事務局）は、「公式な政府の組織ではないが、文化賞などを所管する文化省（文化部）と密接に協力している」としている。
受賞者には賞金と記念品、メダルが贈られる。賞金は年によって大きく変動しており、2010年は10万元（約120万円：発表当時）だったが、2012年に約1億8000万円と大幅に増額。2014年には15,000米ドル（約180万円）に減額されたが、2015年は50万元（約950万円）と再び増額された。

## 歴史
ノーベル賞に対抗する中国版ノーベル賞については、ノーベル平和賞受賞者発表の翌月に当たる11月より、設立の可能性に関して噂が流れていたが、12月8日その存在が具体的に報道された。そして翌日の9日、第1回受賞者発表と授賞式が行われた。受賞者発表と授賞式が、その賞の存在が明らかになった翌日というとても短い期間に行われた。授賞式当日、選評委員会の譚長流委員長は「長い間準備してきた」「（劉暁波という）三文字とは関係ない」と発言したが、孔子平和賞パンフレットにはノーベル賞を非難する文章が書かれている。
第1回受賞者として発表された人物は、台湾（中華民国）の中国国民党名誉主席（元中華民国副総統）連戦。受賞理由は、連戦が中国と台湾の間の平和の架け橋となったことによる。しかし連戦に受賞連絡はなく、また受賞を拒絶したため、受賞トロフィーは受賞者とは関係ない少女が代理で受け取り、茶番劇であるとも評された。インターネット上での投票により決定したと発表されたが、開催したサイト名や投票期間は公表されていない。候補者には、マイクロソフト創業者ビル・ゲイツ、ネルソン・マンデラ、元アメリカ大統領ジミー・カーター、パレスチナ自治政府大統領マフムード・アッバース、パンチェン・ラマ11世（ギェンツェン・ノルブ） ら8人が上っていたという。
2011年9月17日に主催団体が上部機関への事前報告なく記者会見を行い、文化省（文化部）に許可なく文化保護部と改称し、また文化省の下部組織を勝手に名乗ったことが同省の管理規定に違反したとして選考自体の中止が9月28日に公告された。主催団体も外郭団体の認定を取り消され 解散させられたため、郷土文化保護部による孔子平和賞は2010年の1回きりで終了した。その後10月6日に中華社会文化発展基金会が「孔子世界平和賞」の創設を発表するも、同日中に一切の活動を停止するとの発表を行う。孔子平和賞、孔子世界平和賞のいずれも、孔子の名誉を汚すものだとして中国国内でも批判があったとされる。しかしながら2011年11月15日に香港の別団体である孔子国際平和研究センターが孔子平和賞を継承した。
第2回となる2011年は、中国郷土文化保護部が選考している段階でロシア連邦首相（当時）ウラジーミル・プーチンら8人の名前が挙がり、主催団体変更後はプーチンに加えパンチェン・ラマ11世、ビル・ゲイツ、台湾の野党親民党主席の宋楚瑜、南アフリカ大統領のジェイコブ・ズマ、ドイツ連邦首相のアンゲラ・メルケル、前国際連合事務総長のコフィー・アナンら8人が候補に挙がっていた。その後、2011年リビア内戦におけるリビア空爆に反対したとしてプーチンが選出され、同年12月9日に授賞式が開催された。しかしまたも本人は授賞式に現れず、関係のない旧ソ連ベラルーシ出身の女子留学生が代理で賞品を受け取り、中国国内のインターネットには「茶番劇だ」といった批判が寄せられた。
第5回となる2014年は、10月に最終候補として16の人物や団体に絞られ、日本の鳩山由紀夫元首相、韓国の朴槿恵大統領、シリアのアサド大統領、ロシアに亡命中の元CIA職員エドワード・スノーデンが候補に入った。11月4日にキューバのフィデル・カストロ前国家評議会議長が候補に内定したと報道された。その後、カストロの受賞が発表され、2014年12月9日に授賞式が執り行われたが本人は出席せず、代わりにキューバからの留学生が賞金ほかを受けとった。後にカストロ本人に渡されるという。
第6回となる2015年は、最終選考に福田康夫、村山富市、潘基文、朴槿恵、ビル・ゲイツ、ロバート・ムガベなど9人が残った。選考委員会の委員76人が投票を行ったが、過半数を獲得した候補者は誰もおらず、その結果、得票数が最も多かった村山富市とロバート・ムガベの2人に絞られたが、村山が「健康上の理由で授賞式に参加できない」と固辞したため、ムガベの受賞が決まりつつあった。
中国メディアは2015年10月29日に村山だけでなくムガベも受賞を辞退したと発表したものの、平和センターは受賞者当人の意向と授与は関係がないとの見方からムガベに賞が一方的に送り付けられた。ジンバブエ政府の報道官は同国メディアにおいて「同賞が中国政府と無関係であることが分かり、関わらないことに決定した」と語っている。
2018年5月11日付で孔子国際平和研究センターが解散したため、賞の授与も終わった。

## 歴代の受賞者
| 回 | 年     | 受賞者 | 受賞者                                  | 受賞者の国籍 | 受賞理由 |
| -- | ------ | ------ | --------------------------------------- | ------------ | --- |
| 1  | 2010年 |        | 連戦 (本人は受賞拒絶)                   | 台湾         | - 中台和平の推進 |
| 2  | 2011年 |        | ウラジーミル・プーチン (本人は受賞拒絶) | ロシア       | - リビア内戦におけるNATOによる空爆への反対                                                                                             |
| 3  | 2012年 |        | コフィー・アナン                        | ガーナ       | - 国際連合事務総長として国連の振興に尽力 - 国連およびアラブ連合のシリア合同特使となってシリア内戦の和平を斡旋した                      |
| 3  | 2012年 |        | 袁隆平                                  | 中国         | - ハイブリッド米研究の世界的研究者として、食糧問題解決に貢献                                                                           |
| 4  | 2013年 |        | 釈一誠                                  | 中国         | - 中国仏教協会の会長を務め中国仏教の改革と発展に努めた - 世界への弘法利生を行い、世界平和に貢献 （唯一、本人が授賞式に出席し賞を受領） |
| 5  | 2014年 |        | フィデル・カストロ                      | キューバ     | - 世界平和への「重要な貢献」 |
| 6  | 2015年 |        | ロバート・ムガベ (本人は受賞拒絶)       | ジンバブエ   | - ジンバブエ和平と政治経済秩序の構築 - 汎アフリカ主義およびアフリカ独立運動への貢献                                                    |
| 7  | 2016年 |        | 中国PKO部隊の殉職者3名                  | 中国         | - 中国の南スーダン派遣PKO部隊の戦士として、若く貴重な生命をなげうち世界平和を守った。                                                  |
| 8  | 2017年 |        | フン・セン                              | カンボジア   | - 南シナ海裁定を批判した。 |

## 中国によるその他の褒賞
中国や香港ではこの他にも近年、国際的な賞が相次ぎ創設されている。人類の福祉や持続可能な発展を対象とした「呂志和・世界文明賞」（2016年〜）、自然科学では天文学・生命科学・数学の「邵逸夫賞」（2004年〜）、数学・物理学・生物医学の「復旦・中植科学賞」（2016年〜）、生命科学・物質科学・数学・コンピューター科学の「未来科学大賞」（2016年〜）である。また音楽関係にもこの影響は及んでおり、ハルビン国際音楽コンクール、金鶏湖国際音楽コンクール など次々と国際的な逸材に賞を与えている。